# Dème de Pýli
Pýli (en grec moderne : Πύλη) est un dème (municipalité) du district régional de Tríkala, en Grèce. 
Située à 18 km à l'ouest de Tríkala et des montagnes Ítamos et Kóziakas (el), Pýli est à l'entrée d'une grande gorge et un passage menant directement à la ville d'Arta. Le lieu abrite l'église byzantine de la Pórta-Panagía, construite au XIIIe siècle par Jean Ier Doukas, prince de Thessalie. La rivière Portaïkós (el), un affluent du Pénée, traverse cet endroit.

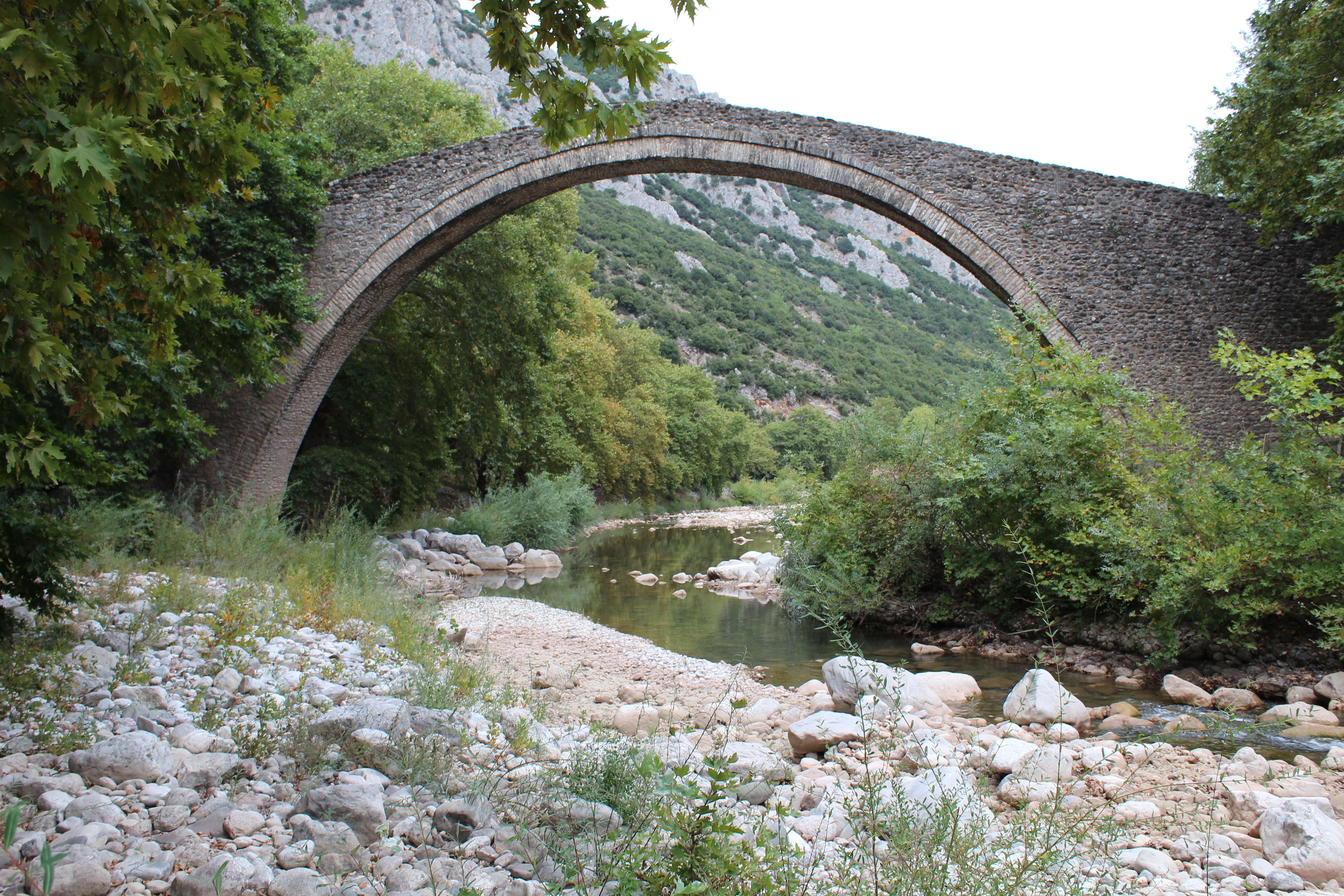
Le pont en arc de pierre Portaikos, construit en 1514

Le dème de Pýli contient sept districts municipaux pour une population de 14 343 habitants lors du recensement de 2011, la ville elle-même comptant 1 873 habitants. La plupart des habitants sont soit des travailleurs indépendants dans les établissements de petites entreprises ou de travail à Trikala. L'agriculture et l'élevage de pâturage sont des professions désertées, bien que la région puisse favoriser ses corps de métier.